# Tmoetarakan
Tmoetarakan (Russisch: Тмутаракань) was een middeleeuws vorstendom en handelsstad die de Straat van Kertsj van de Zwarte Zee naar de Zee van Azov beheerste.
De locatie was die van de oude Griekse kolonie Hermonassa (Oudgrieks: Ἑρμώνασσα) op het schiereiland Taman, nabij de huidige stad Temrjoek in de huidige kraj Krasnodar van Rusland.
In de 7e eeuw werd op deze plaats het Chazaarse fort Tamatarcha gebouwd. In de 10e-11e eeuw kwam dit onder controle van het Kievse Rijk en werd bekend als Tmoetarakan.

## Van Hermonasa tot Tamatarcha

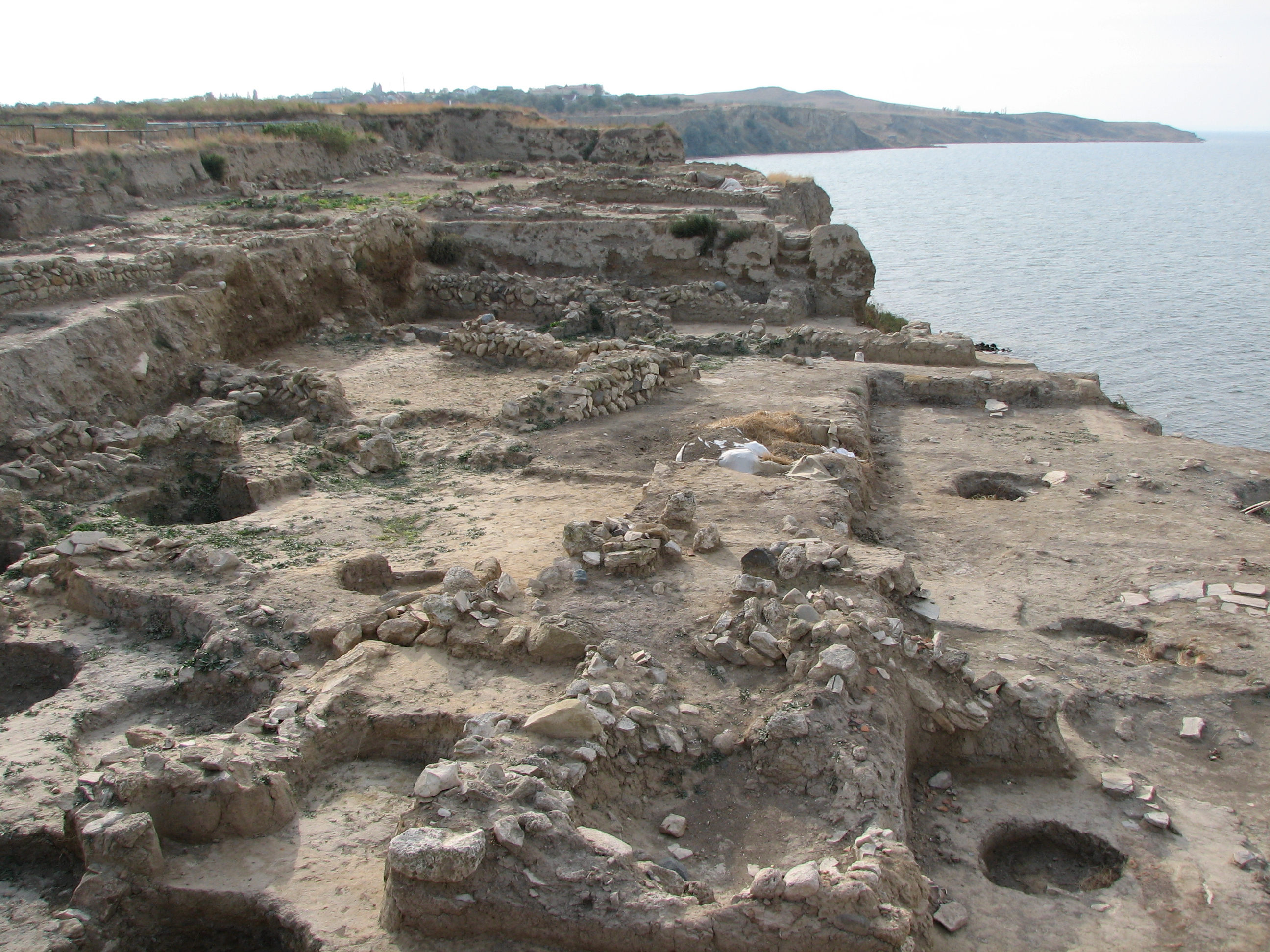
Opgravingen van Hermonassa

De Griekse kolonie Hermonassa lag een paar kilometer ten westen van Phanagoria en Panticapaeum, belangrijke handelscentra voor wat in de 5e eeuw v.Chr. het Bosporuskoninkrijk zou worden.
Na een lange periode als Romeinse clientstaat viel het Bosporuskoninkrijk aan de Hunnen, die de nabij wonende Alanen in 375/376 versloegen. Met de ineenstorting van het rijk der Hunnen kwam het gebied in de late 5e eeuw binnen de invloedssfeer van het Byzantijnse Rijk.
In de 6e eeuw werd het deel van het Groot-Bulgaarse Rijk.
Na de inname van de stad door de Chazaren in de 7e eeuw werd ze herbouwd als vestingstad en omgedoopt tot Tamatarcha (of Tamantarchan, "Heerser van Taman"). Arabische bronnen verwijzen naar de stad als Samkarsh al-Yahud ("Joods Samkarsh"), omdat het grootste deel van de handel in handen van Joden was. Andere varianten zijn Samkersh en Samkush.
Tamatarcha was een belangrijke handelsstad, wegens het bezit van een goede haven en haar sterke bakstenen stadsmuur. Ze beheerste een groot deel van de Noord-Europese handel met het Byzantijnse Rijk en noordelijke Kaukasus. Andere handelsroutes leidden naar het zuidoosten, Armenië en de islamitische landen, en naar het oosten via de Zijderoute. De inwoners omvatten Grieken, Armeniërs, Russen, Joden, Osseten, Lezgiërs, Georgiërs en Circassiërs.

## Onder het Kievse Rijk
De exacte datum en omstandigheden waaronder Tmoetarakan aan de Ruriken kwam is onzeker, maar waarschijnlijk gebeurde dit nadat Svjatoslav I tussen 967 en 969 de Chazaren versloeg. De Hypatiuskroniek noemt Tmoetarakan als een van de steden die Vladimir van Kiev aan zijn zonen gaf. Dit betekent dat de stad in de late 10e eeuw en zeker voor Vladimirs dood in 1015 in bezit van Kiev was. Door de Ruriken werden tijdens deze periode bronzen en zilveren imitaties van Byzantijnse munten geslagen.
Aan het begin van de 11e eeuw was Vladimirs zoon Mstislav vorst van Tmoetarakan. Tijdens diens regeerperiode werd een eerste stenen kerk gebouwd, gewijd aan de Moeder van God (Theotokos). Opgravingen laten zien dat de kerk waarschijnlijk door Byzantijnse werklui werd gebouwd en overeenkomsten had met de kerk die Mstislav later in Tsjernihiv liet bouwen. Na zijn dood omstreeks 1035 werd hij opgevolgd door een opeenvolging van heersers van korte duur.
Gleb, zoon van Svjatoslav II van Kiev kreeg van zijn vader het bevel over de stad. In 1064 werd hij afgezet door zijn rivaal Rostislav, zoon van Vladimir van Novgorod, welke op zijn beurt werd gedwongen te vluchten toen Gleb met een leger onder leiding van zijn vader naderde. Zodra Svjatoslav de stad verliet verdreef Rostislav Gleb echter weer. Tijdens zijn korte bewind onderwierp Rostislav de plaatselijke Circassiërs en andere inheemse stammen, maar zijn succes riep de argwaan op van de naburige Griekse kolonie Chersonesos op de Krim, en op 3 februari 1066 werd hij door een Byzantijnse gezant vergiftigd.
Hierna kwam Tmoetarakan terug aan Vsevolod, de vorst van Tsjernihiv en later grootvorst van Kiev. In 1079 benoemde hij zijn broer Svjatoslav tot gouverneur (posadnik), maar twee jaar later werd deze gevangengenomen door David Igorevitsj en Volodar, de zoon van Rostislav, die de stad in zijn bezit nam. Eerder door de Chazaren uit de stad naar Byzantium verbannen, keerde Oleg, de zoon van Svjatoslav, in 1083 terug naar Tmoetarakan en verdreef de usurpatoren. Onder de titel 'archont van Tmoetar' plaatste hij de stad onder nominale Byzantijnse controle. In 1094 keerde hij als Mstislav vóór hem terug naar Tsjerinihiv om daar vorst te worden.
Onder deze opeenvolging van client-heersers, en daarna voor een tijdje door meer directe heerschappij, werden de Byzantijnse belangen in de stad in stand gehouden. Een belangrijke reden hiervoor waren de aardolievoorraden in het gebied, een essentieel ingrediënt van Grieks vuur, het belangrijkste tactische wapen van de Byzantijnen. Tot het einde van de 12e eeuw verboden de keizerlijke autoriteiten hun Genuese handelspartners toegang tot de stad, hen bekend als Matracha.

## Neergang
In de 12e eeuw werd het onderdeel van het gebied van de Koemanen en werd de naam veranderd naar Matarcha. In de 13e eeuw kwam de stad aan het Keizerrijk Trebizonde, een opvolgerstaat van Byzantium, om door de Mongolen halverwege de 13e eeuw te worden veroverd en hernoemd tot Matrika. In de 14e eeuw werd het een
deel uit van de Genuese kolonies van Gazaria onder de naam Matrega. De laatste vermelding is in een schriftrol uit 1378. In 1482 werd het gebied veroverd door het Kanaat van de Krim.
In 1791 kwam het gebied aan het Keizerrijk Rusland. De locatie van Tmoetarakan werd in 1792 ontdekt, toen een plaatselijke boer een steen vond met een inscriptie welke vermeldde dat in 1068 prins Gleb de zee van hier tot Kertsj had gemeten. Opgravingen werden in de 19e en 20e eeuw uitgevoerd. De dikte van de opeenvolgende bewoningslagen is plaatselijk meer dan twaalf meter.